# Andrej Glavan
Andrej Glavan (Soteska, 14 oktober 1943) is een Sloveens geestelijke en bisschop van de Rooms-Katholieke Kerk.
Andrej Glavan werd op 29 juni 1972, Hoogfeest van de Heilige Petrus en Paulus, tot priester gewijd. 
Paus Johannes Paulus II benoemde hem op 13 mei 2000 tot hulpbisschop van het aartsbisdom Ljubljana. Hij ontving op 12 juni van hetzelfde jaar zijn bisschopswijding uit handen van de aartsbisschop van Ljubljana, Franc Rode, CM. 
Op 7 april 2006 benoemde paus Benedictus XVI Andrej Glavan tot eerste bisschop van het even daarvoor, met de apostolische constitutie Varia inter munera opgerichte bisdom Novo mesto. Paus Franciscus benoemde hem op 13 juli tot apostolisch administrator van Ljubljana. Dit nadat aartsbisschop Anton Stres aldaar had moeten aftreden vanwege zijn aandeel in de financiële crisis van het aartsbisdom Maribor waaraan hij tussen 2006 en 2010 verbonden was. Onderwijl bleef Glavan tevens diocesaan bisschop van Novo mesto.
- Virtual International Authority File: 47154440096035341263